# Ruben Zadkovich
Ruben Zadkovich (Sydney, 1986. május 13. –) ausztrál labdarúgó, edző.

## Pályafutása
Zadkovich korábban megfordult a Notts Countyban, a QPR-ben és a Wollongongban. Az ausztrál nagyválogatottban még nem kapott lehetőséget, de rendszeres résztvevője a korosztályos csapatoknak.
Angliában töltött ideje után visszatért Ausztráliába a Sydney FC-hez. Itt rögtön először, amikor kezdő volt, gólt szerzett a Perth Glory ellen. 2008 márciusában elhagyta a klubot, mivel összeveszett egyik csapattársával.

### Derby County
2008. április 17-én a Derby bejelentette, hogy leigazolta Zadkovichot. Hivatalosan július 1-jétől fog a kerethez tartozni, tehát a 2007/08-as szezonban már biztosan nem fog a Premier League-ben játszani.